# Kastellaun
Kastellaun è una città di 5.118 abitanti della Renania-Palatinato, in Germania.
Appartiene al circondario (Landkreis) del Rhein-Hunsrück-Kreis (targa SIM) ed è parte della comunità amministrativa (Verbandsgemeinde) di Kastellaun.
Accanto alla città di Kastellaun si trova l'ex base missilistica di Pydna. Lì ogni anno si svolge il festival techno Nature One.